# ژان ماری استفانوپولی
ژان ماری استفانوپولی (انگلیسی: Jean-Marie Stéphanopoli؛ زادهٔ ۲۷ اوت ۱۹۷۲) بازیکن فوتبال اهل فرانسه است.
از باشگاه‌هایی که در آن بازی کرده‌است می‌توان به باشگاه فوتبال لیل، باشگاه ورزشی آمیان، باشگاه فوتبال ستاره سرخ، و باشگاه فوتبال استاد رنس اشاره کرد.